# Автопортрети Дюрера

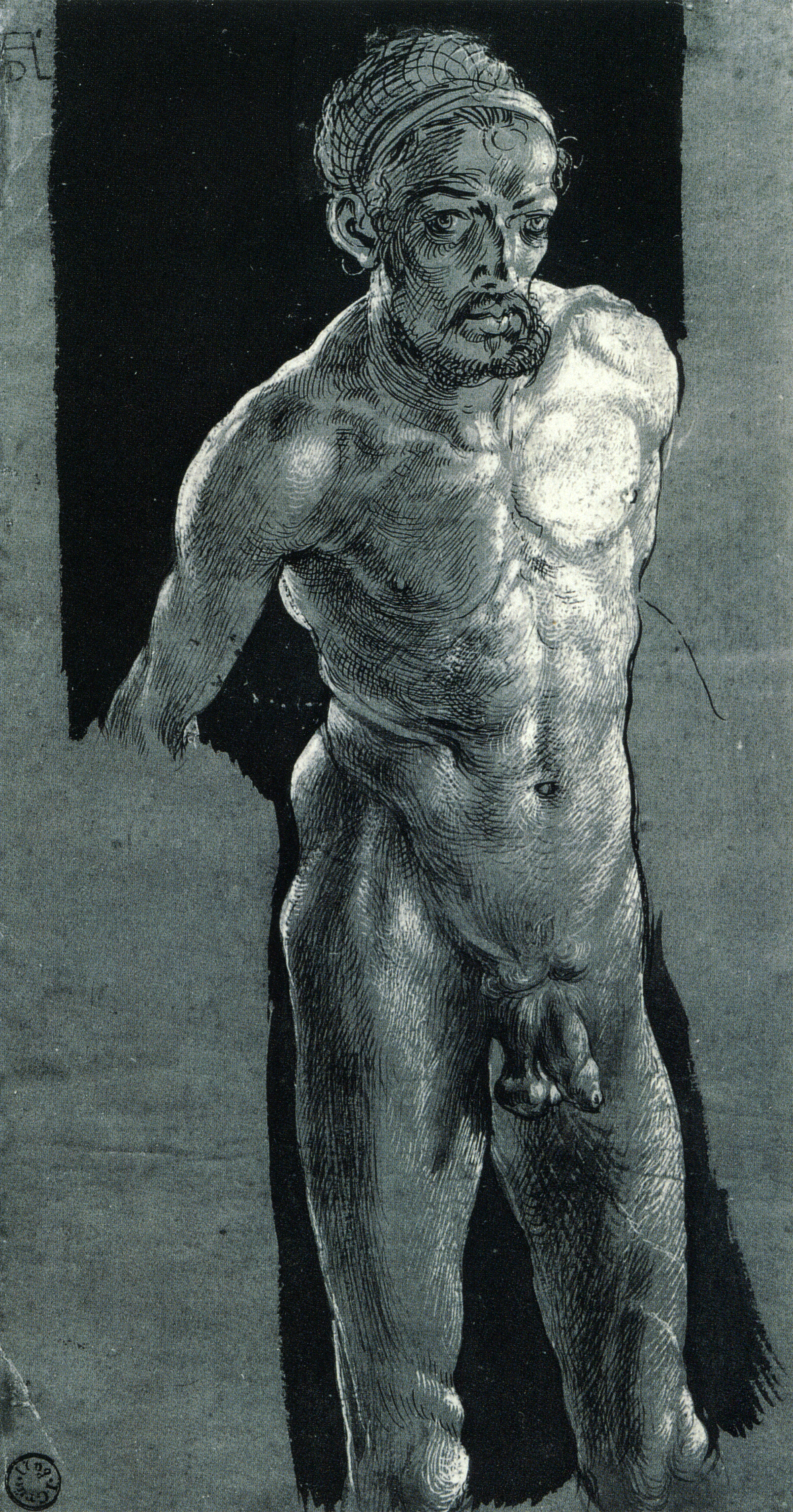
Дюрер. «Автопортрет оголеним»

Автопортрети Дюрера — низка автопортретів художника та графіка Альбрехта Дюрера.

## Автопортрет у віці 13 років
Картина, зроблена у віці 13 років, є першим відомим  автопортретом Альбрехта Дюрера. У правому верхньому кутку зроблено напис: «Я сам намалював себе в дзеркалі в 1484 році, коли я був ще дитиною. Альбрехт Дюрер».
У Німеччині кінця XV століття не прийняті були автопортрети. 13-річний Дюрер не міг бачити ніяких зразків, як не міг припускати, що колись  завдяки йому в європейському мистецтві утвердиться такий жанр - автопортрет. З цікавістю натураліста,   характерним для   Ренесансу, Альбрехт просто фіксував  власне обличчя   і не намагався себе прикрасити, героїзувати або причепурити. Художник написав  картину срібною ручкою того року, коли він розпочав навчатися мистецтву  золотаря у майстерні свого батька  Альбрехта Дюрера Старшого. Протевже тоді він мріяв  стати живописцем. Молодий Дюрер зобразив себе у три чверті профілю з   простягнутим вказівним пальцем, за яким його погляд слідкує. Простягнутий вказівний палець можна також знайти у зображеннях апостола Іоанна  під хрестом. Альбрехт Дюрер створив цю картину срібною ручкою, інструментом, який не дозволяє виправити.   Технікою срібних ручок він також оволодів у майстерні батька.

## Автопортрет оголеним
Німецький історик XVI століття Йоахім Камерарій Старший у нарисі про життя художника писав:   
```
«Природа наділила його тілом, стрункістю і поставою відповідним в ньому благородному духу ... Він мав виразне обличчя, блискучі очі, ніс благородної форми, ... досить довгу шию, дуже широкі груди, підтягнутий живіт, м'язисті стегна, міцні і стрункі гомілки.
```

Ця картина - найінтимніший автопортрет Дюрера. Дослідження Дюрера людської фігури часто обмежувалися портретом та окремими частинами тіла і не завжди охоплювали всю фігуру.  Цього разу художник зобразив себе стоячого. Фігура  трохи нахилена вперед, мабуть тому, що Дюрер використав невелике дзеркало. Дюрер представляє себе невимушено без фальшивого сорому. Складка шкіри над правим стегном нагадує  бокову рану Христа. Дюрер також стоїть на биччі, як Христос. Однак Дюрер представляє себе оголеним, тоді як він завжди вбиває Христа пов'язкою і завжди приховує наготу Адама і Єви гілкою.
Картина показує роздягненого Альбрехта Дюрера. Це стоячий портрет, при цьому область нижче колін, а права рука від ліктя відсутня, а ліва рука видно лише частину верхньої руки.
Дюрер з такою відвертістю зобразив власну наготу, зщо у багатьох виданнях до  20 століття  автопортрет Дюрера сором'язливо обрізався на рівні пояса.

## Автопортрет для Рафаеля
Існування цього образу задокументовано Джорджо Вазарі у його біографії Рафаеля.   Згідно з описом Вазарі, це була акварель.  У той час картина була в колекції художника Джуліо Романо, який успадкував її від Рафаеля. Пізніше, після  Йоахіма фон Сандрарта, картина перейшло у власність князівської колекції Мантуї.  
Точний вигляд цієї картини, загубленої сьогодні, невідомий. Уго Керер підозрював, що Рафаель скопіював її у своєму "Вигнанні Геліодора".  Там майже така    постава голови, що й у Дюрера в  роботах «Автопортрет з Ерінгієм» та «Автопортрет з пейзажем». Стрижка, німецька мода та форма бороди вказують на період 1514 року.  

## Інші автопортрети

### Ландауерський вівтар
Окрім перелічених тут автопортретів, Дюрер написав свої автопортрети на різних картинах. Так на картині  "Всіх святих" на вівтарі   Ландауера  він зобразив себе внизу праворуч із письмовою дошкою. На дошці розміщено   латинський напис: "Альбрехт Дюрер з Нюрнберга створив його в 1511 році після народження діви" 

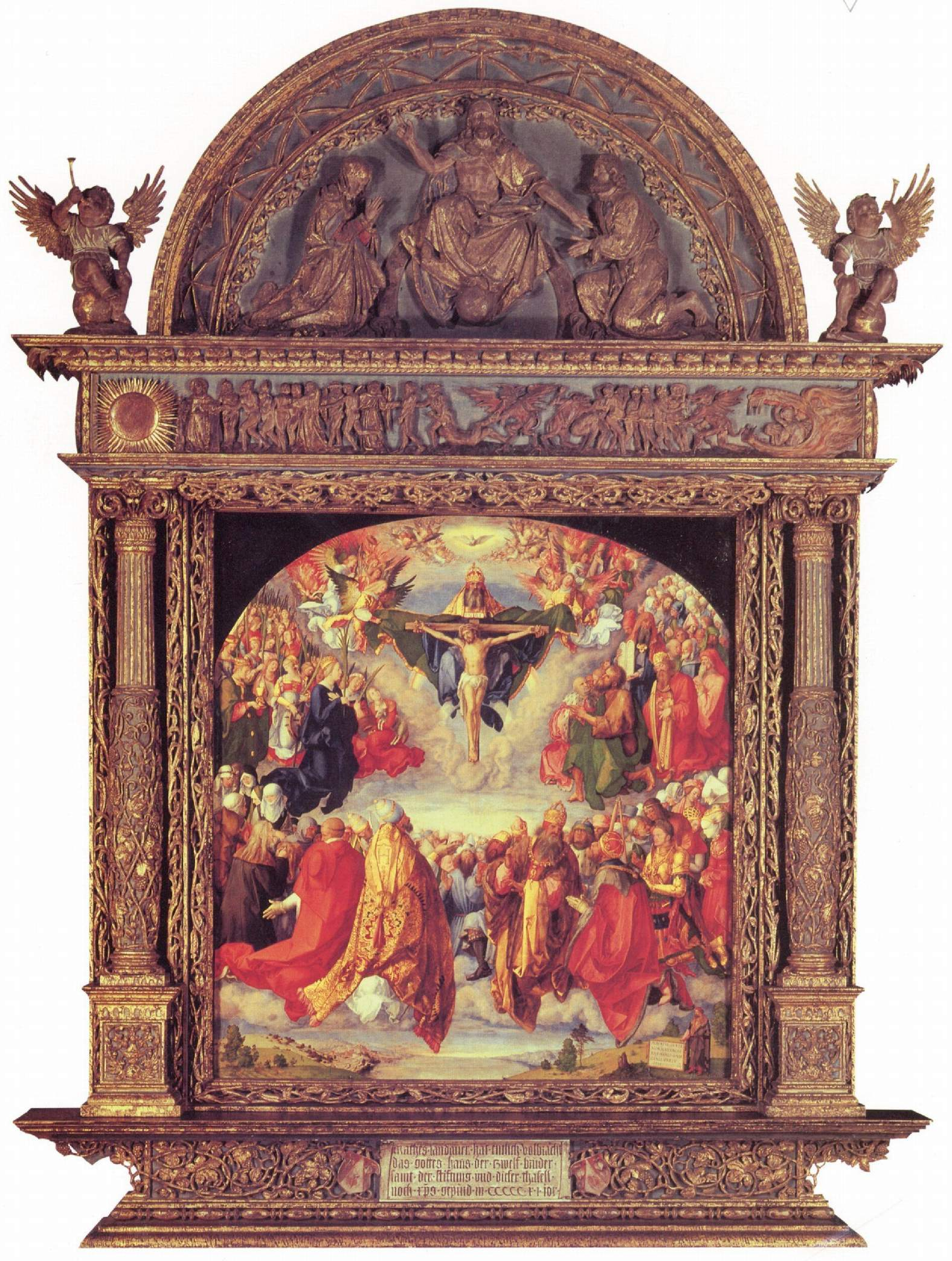
Landauer Altar (Dürer ganz rechts unten)
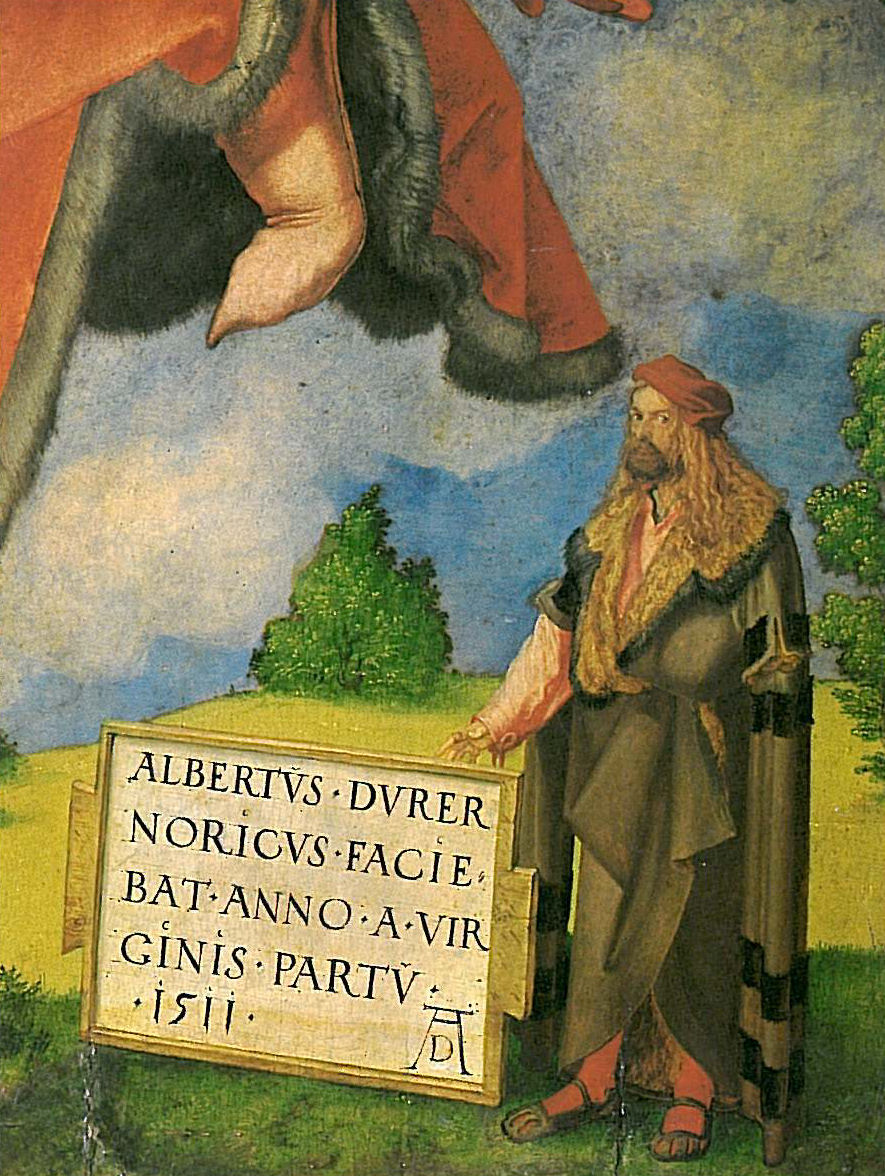
Ausschnitt aus dem Landauer Altar

### Свято розалій
На  картині Свято розалій  Дюрер представляє себе з правого боку картини, тримаючи аркуш паперу з написом   латиною, де зазначено, що він  створив картину лише за п’ять місяців 1506 року.

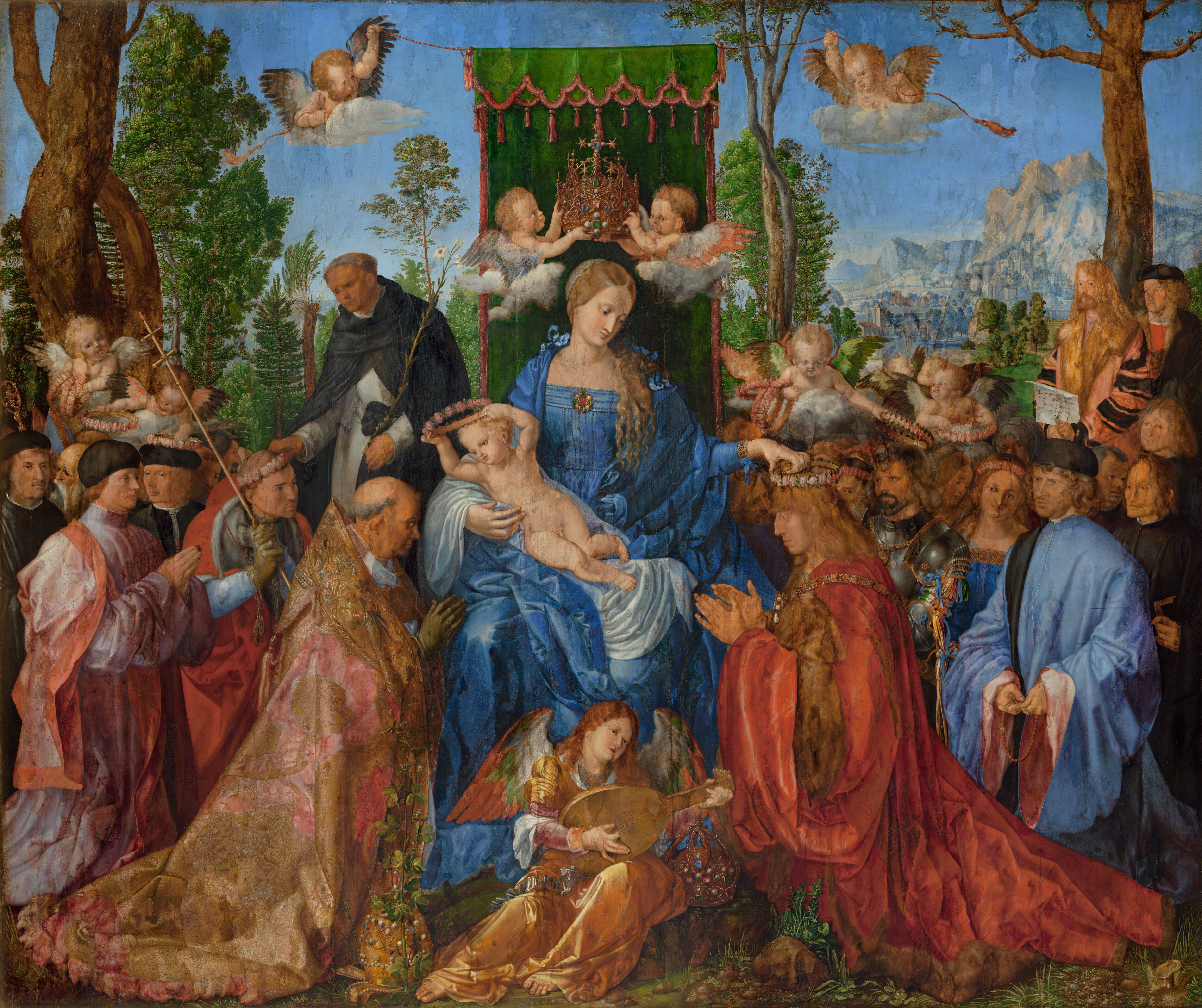
Das Rosenkranzfest : Dürer am rechten Rand
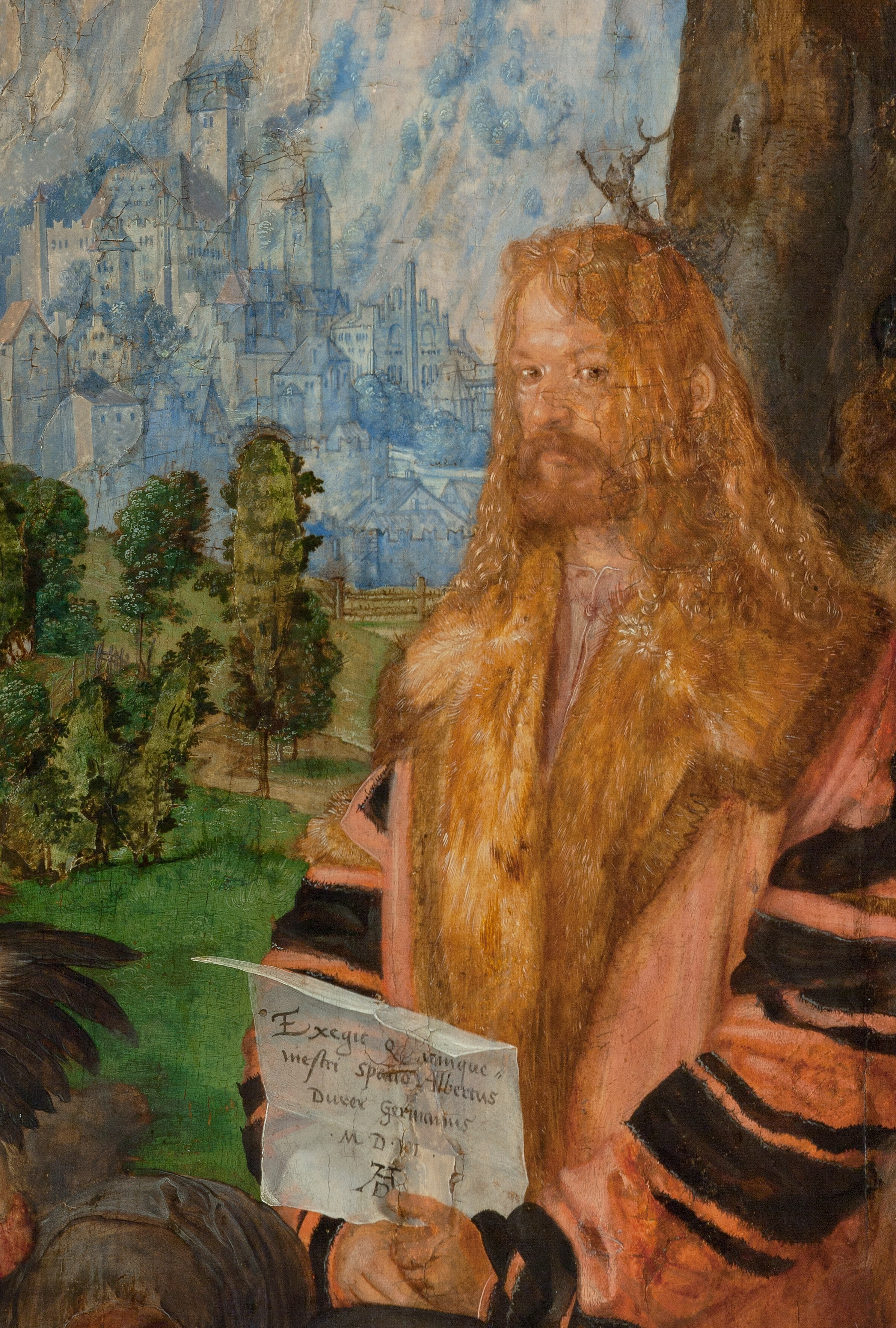
Detail

### Катування десяти тисяч християн
У  «Катуванні десяти тисяч християн»  Дюрер знаходиться у центрі картини, не впливаючи на події навколо нього. Тут Дюрера супроводжує чоловік старшого віку, особистість якого не встановлена. Вважається, що це міг бути гуманіст і поет  Конрад Селтіс. Двоє роздумують над тим, що відбувається поруч з ними.

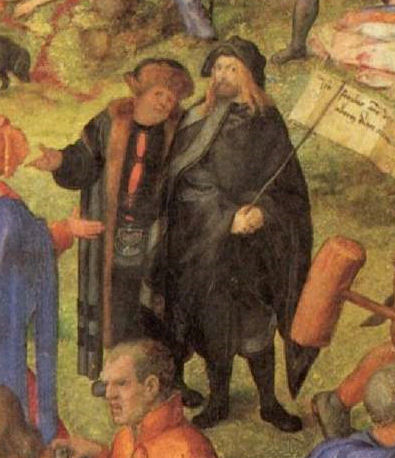
Dürer und  Conrad Celtis

### Вівтар Геллер
Майже одночасно з  картиною «Десять тисяч мучеників» Дюрер отримав головне замовлення на  вівтар Геллера  для франкфуртського купця тканини та мера  Якоба Геллера. Альбрехт Дюрер стоїть на задньому плані, трохи прихилившись до дошки з його підписом та наступним латинським написом: «Німецький Альбрехт Дюрер зробив це в 1509 році після народження діви».

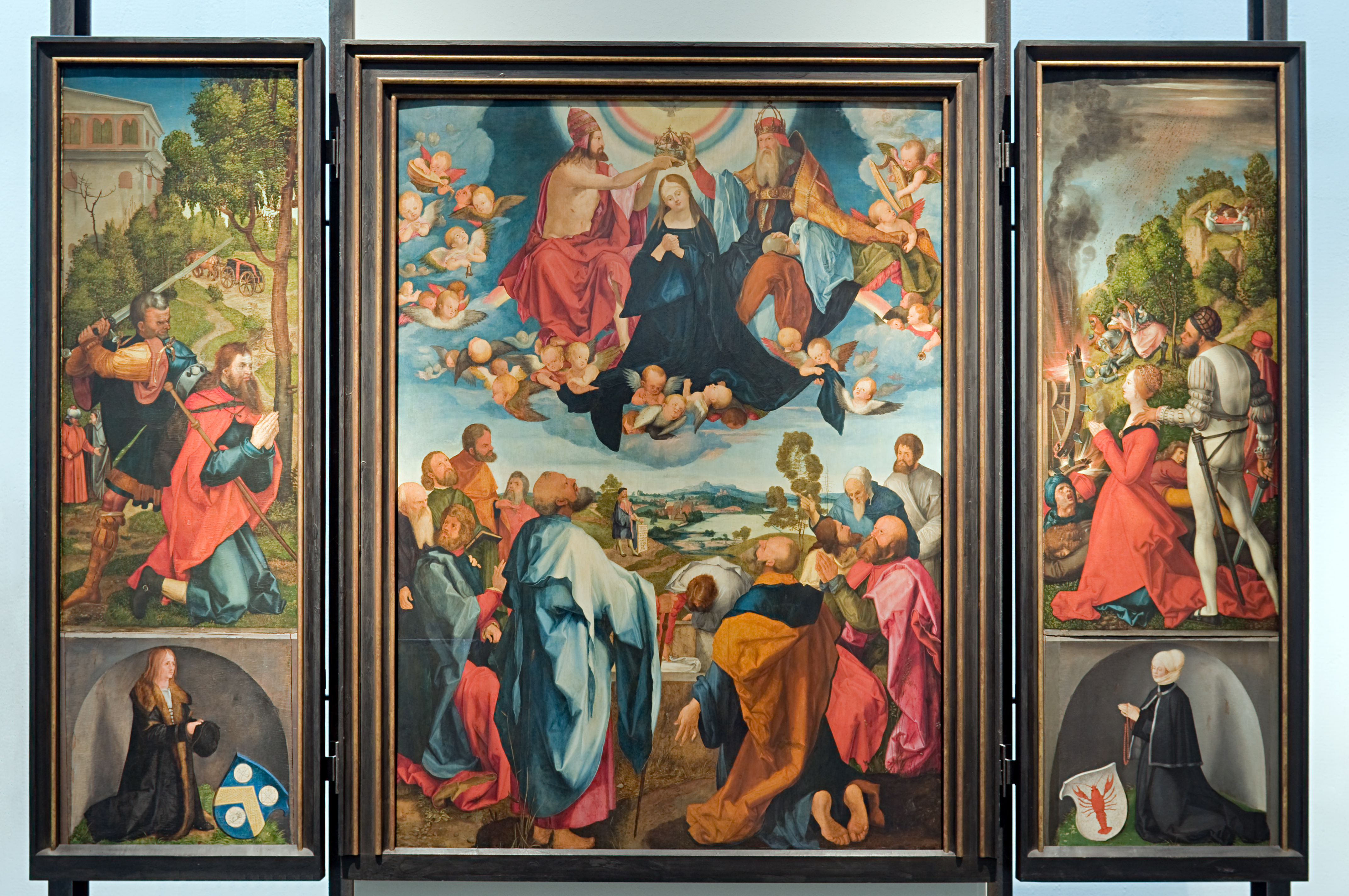
Heller-Altar  : Dürer in der Mitte der Mitteltafel
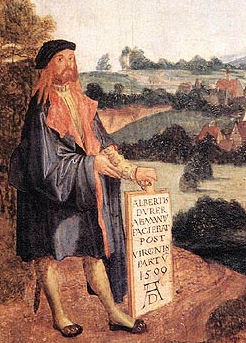
Dürer auf dem Heller-Altar

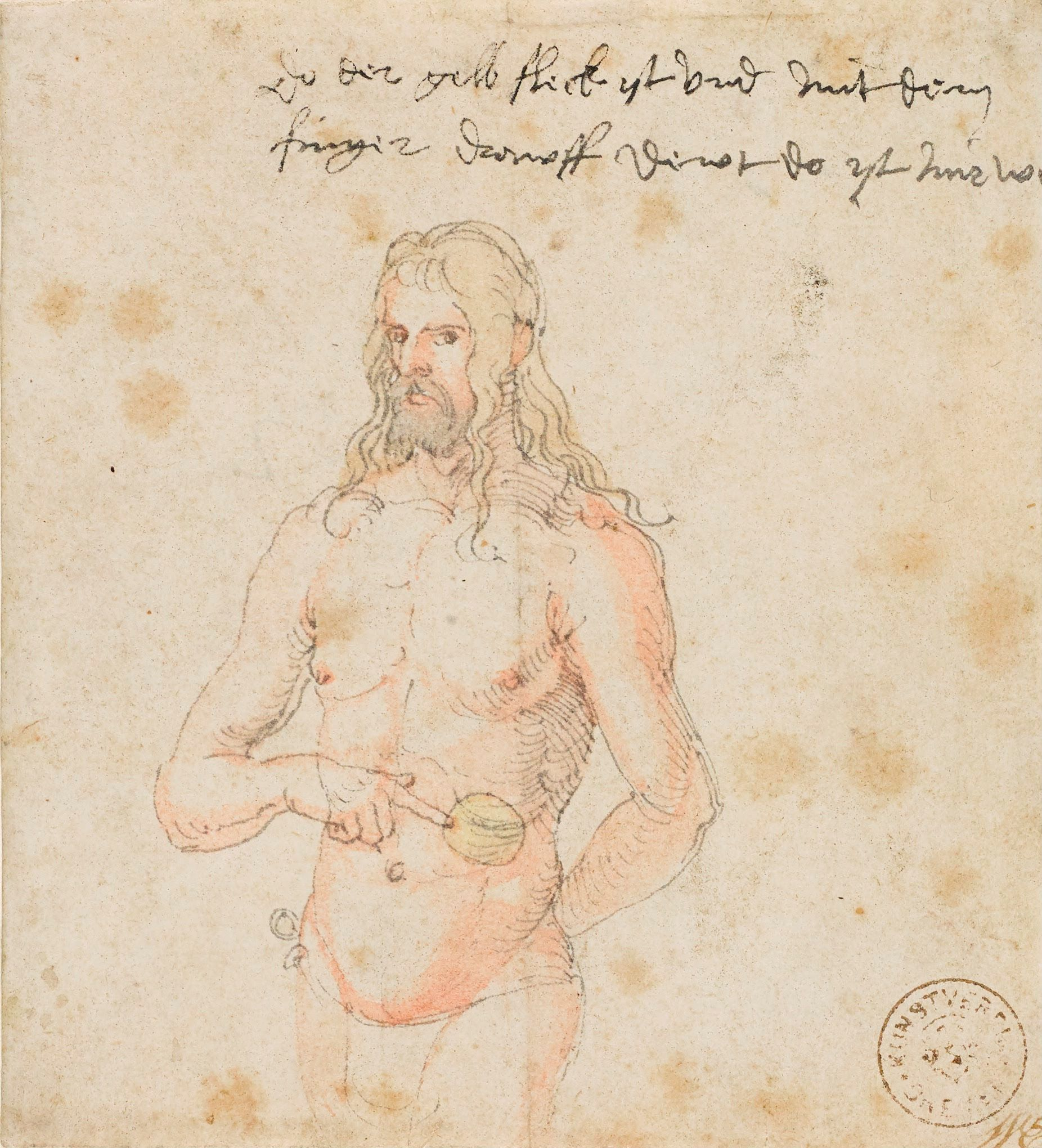
Dürer zeigt auf seine Milz
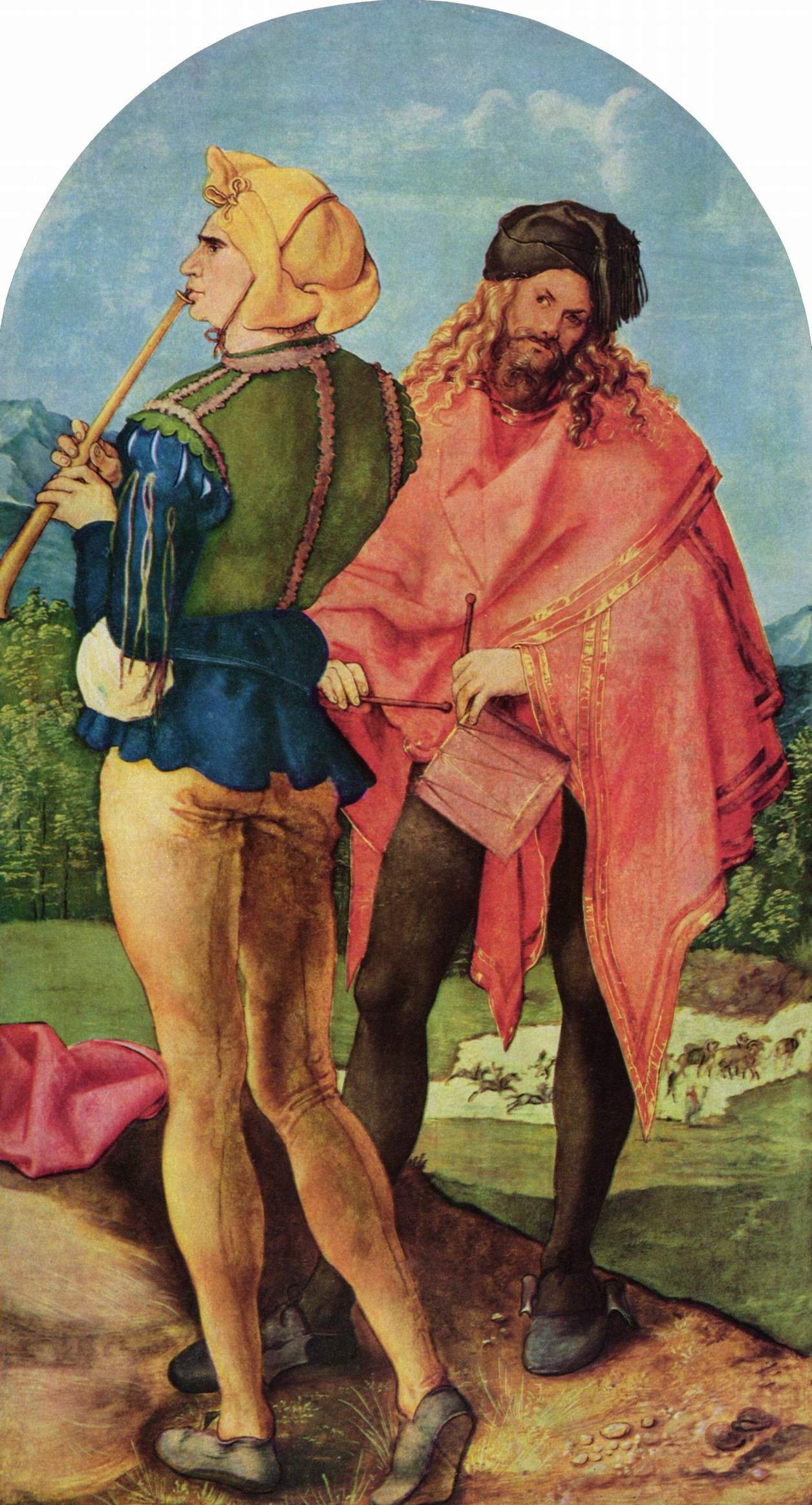
Jabacher Altar, Außenseite des rechten Flügels